# 多音字
多音字（或稱破音字、勾破）、多音词（统称“多音现象”）是指在同一个语言和同时期有多個讀音的字词。这普遍存在于各种语言中。
不过，这种现象在使用汉字的普通话、粤语、日语等语言多见。

## 在各个语言中

### 东亚
东亚语言有较多的多音现象，其中日语最为复杂，这是因为日语同时有音读（又可下分为：唐音、宋音和吴音）、训读、惯用音多种发音方法。

### 印欧语系
在该语系中并不常见（至少相比东亚语言而言），例如英语 lead ，通常读 /liːd/ ，意思是“铅”（和相关义项）的读音是 /lɛd/ 。

## 原因
总体而言，多音现象的出现主要是为了区分语法功能、含义，也有可能是因为词源不同或特殊需要。

### 语法要求
在早期的汉语中，如果一个汉字有不同的词性，往往用其他的音而不是其他的字来区分。见四聲別義。
這類多音字在现代基本废除。如：
- 騎
  - ，一般用於名詞，如「騎兵」
  - ，一般用於動詞，如「騎馬」

（現今中國已將「騎」統一讀作qí）
- 敗[來源請求]
  - 《廣韻》中記載有兩種讀音：「薄邁切」bʱai 與「補邁切」pai，但這兩個讀音早在近代以前，由於濁上變去已經合併。
- 风
  - “风”字做名词时，读fēng；作动词，读fèng。现在统读前者。

英语的 read 一般读 /ɹiːd/，做过去式读 /ɹɛd/。  

### 非同源词
有些语义之间不具备语源学关系，只是写法是同一个。前面提到的 lead 就是一个例子。

### 文白異讀
这些发音两者均可接受，如：
- 六：文、白「liù」（中國已統一讀作liù）
- 白：文、白「bái」
  - 此字在20世紀中期已經讀「bái」，但在新國音時仍有「bó」一讀；一般專有名詞多採文讀，故李白在英語中曾依威妥瑪拼音拼做「Li Po」。
- 百：文、白「bǎi」
  - 百色曾讀，中國今讀bǎisè。

### 外來
一些外来语可能会产生多音现象。日本漢字的音讀是一个很好的例子，日本漢字的讀法一般有二個以上，这是不同時期、不同地方傳入的結果。

### 入派三聲的不同情況
官話的入聲消失之後，派入其餘三聲，但不同官話方言派入的方式不同，這些不同的官話方言相互影響，造成了一字多音（一部分在北京话中可以看作文白异读），如：
- 角：文、白「jiǎo」
  - 「角」於《廣韻》中有兩個讀音：覺小韻（上述發音）與禄小韻（今讀lù）
- 殼：文、白「qiào」與「ké」
  - 「殼」於《廣韻》僅一音

### 漢字簡化後的合併
漢字簡化的同音合併主要以中国标准普通话為基礎，不少在北方話同音但在其他語言如粵語並不同音也被迫合併，如「只」為「衹」、「隻」的合併字，「松」為「鬆」、「松」的合併字，从而變成多音字。
有些被合并的字甚至普通话也不同音。将语源和意义不相关甚至少部分读音也不同的字合并，这样一来就容易误解。唐德宗李适的“适”（kuò）就很可能被误读为shì。
|      |          |          |       |              | 简化字 |
| 字形 | 漢語拼音 | 注音符號 | 粵拼  | 用例         | 简化字 |
| ---- | -------- | -------- | ----- | ------------ | ------ |
|      | biǎo     | ㄅㄧㄠˇ  | biu1  |              |        |
|      | biǎo     | ㄅㄧㄠˇ  | biu2  |              |        |
|      | fā       | ㄈㄚ     | faat3 |              |        |
|      | fà       | ㄈㄚˇ    | faat3 |              |        |
|      | shì      | ㄕˋ      | sik1  | 高適（唐代詩人） |        |
|      | kuò      | ㄎㄨㄛˋ  | kut3  | （唐德宗）   |        |
|      | sōng     | ㄙㄨㄥ   | cung4 |              |        |
|      | sōng     | ㄙㄨㄥ   | sung1 |              |        |
|      | zhǐ      | ㄓˇ      | zi2   | 只有/衹有    |        |
|      | zhī      | ㄓ       | zek3  |              |        |
|      | shù      | ㄕㄨˋ    | seot6 |              |        |
|      | zhú      | ㄓㄨˊ    | seot6 | （一種中藥） |        |

### 因推行「正音」產生的異讀
「粵語正音運動」中，部分高校推行何文匯等人主張的「正音」，導致社會上同時存在「正讀」和「俗讀」多種發音，有專家批評這是「人為製造語音混亂」。
| 漢字 | 通行發音 | 提倡「正音」 | 備註                             |
| ---- | -------- | ------------ | -------------------------------- |
| 糾   | dau2     | gau2         |                                  |
| 妖   | jiu2     | jiu1         | 「jiu1」的讀法在歷史上曾經流行。 |

### 叶韻
過去因一些人对音韵学了解不足，不明白語音會隨著時間的流逝發生變化，為了讓上古的詩歌押韻，提出了叶韻的讀法，但該讀法在當今已被认为為錯誤的方法。

## 多音字標準
- 中國大陸：《普通话异读词审音表》
- 台灣：《國語一字多音審訂表》

## 另見
- 同形字
- 同音词
- 四聲別義
- 文白異讀
- 同字異音聯